# Bloody Mary (Moderne Sage)
Bloody Mary ist der Name einer fiktiven Sagen- und Spukgestalt, sie soll ein rachsüchtiger Geist sein, der in Spiegeln haust. Verschiedenste Legenden um „Bloody Mary“ erfreuen sich vor allem in den USA und im Vereinigten Königreich besonders unter Kindern und Jugendlichen großer Beliebtheit und Bekanntheit.

## Beschreibung
Bloody Mary soll nur in Spiegeln (vornehmlich in Badezimmerspiegeln) erscheinen, meist als Mädchen oder junge Frau mit langen Haaren und blasser Haut. Von ihrer Stirn soll aus einer langen Schnittwunde Blut herablaufen. Alternativ soll ihr Geist nicht selbst erscheinen, dafür aber sieht der Beschwörer eine blutende Version seines eigenen Spiegelbildes. Sie ist auch unter den Namen Mary Worth, Mary Whales und Mary Jane bekannt. Aus der schwedischen Folklore wird von einer Svarta Madame erzählt, die der Bloody Mary entsprechen soll.

## Legende
Der amerikanischen Folklore zufolge geht die Gestalt der Bloody Mary auf eine Frau aus Massachusetts namens Mary Worth (alternative Namen sind Mary Whales und Mary Jane) zurück, welche im 17. Jahrhundert gelebt haben soll. Ihr Gesicht soll entstellt gewesen sein, weshalb sie besonders von Kindern gehänselt und verspottet wurde. Es heißt, die Kinder seien der Frau nachgelaufen und hätten unentwegt „Bloody Mary!“ gerufen. Bald darauf soll Mary Worth in Salem der Hexerei beschuldigt und zum Tod durch Erhängen verurteilt worden sein. Andere Quellen geben als Todesurteil Verbrennung an. Abweichende Legenden behaupten, Mary Worth sei durch die Hand eines eifersüchtigen Liebhabers umgekommen, wieder andere geben an, Bloody Mary/Mary Worth könne die Zukunft vorhersagen.
Bereits im 19. Jahrhundert wurde es unter Kindern und Jugendlichen zur beliebten Mutprobe, Bloody Mary zu „beschwören“. Diese Tradition erfreut sich besonders in den USA noch heute großer Beliebtheit. Um Bloody Mary herbeizurufen, soll man sich vor einen möglichst großen Spiegel stellen, das Licht ausmachen und nur eine brennende Kerze in den Händen halten. Danach wird dreimal „Bloody Mary!“ gerufen. Ältere Versionen besagen, dass man den Namen 99 Mal rufen müsse. Andere Versionen behaupten, der mehrfach wiederholte Satz „Ich glaube an Bloody Mary“ rufe sie herbei. Wenn der Beschwörer ganz fest an das Erscheinen von Bloody Mary glaubt, dann soll sie im Spiegel anstelle des Beschwörers erscheinen.

## Hintergründe
Wie bereits erwähnt, ist das Herbeirufen der Bloody Mary vorrangig eine beliebte Mutprobe. Folkloristen und Publizisten wie zum Beispiel Linda S. Watts vermuten allerdings, dass sowohl die Gestalt der Bloody Mary als auch das Ritual psychologische Hintergründe haben mag. Da besonders weibliche Kinder und Jugendliche von dem Ritual begeistert sind, nimmt Watts an, dass die Legende um Bloody Mary auf die typischen Ängste vor Menstruation und körperlichen Veränderungen während der Pubertät zurückgeht. Kinder- und Jugendpsychiater untermauern diese These, indem sie betonen, dass bestimmte Elemente des Rituals (Blut und Spiegel) sowie die bevorzugte Ortswahl (vornehmlich das eigene Badezimmer), als Hinweise auf Menstruations- und Pubertätsängste gewertet werden können.

## Rezeptionen
Die Figur der Bloody Mary hat Eingang in die Film- und Computerspielewelt gefunden, sowohl als urbane Legende, als auch als Parodie, unter anderem in The Wolf Among Us. In der Zeichentrickserie South Park wird die Beschwörungsformel „Bloody Mary!“ beispielsweise durch den Ruf „Biggie Smalls!“ – bezogen auf den Rapper The Notorious B.I.G. – ersetzt. Auch in Serien wie Charmed, Supernatural und Ghost Whisperer wird auf die Bloody-Mary-Legende Bezug genommen.